# Chiltonia minuta
Chiltonia minuta is een vlokreeftensoort uit de familie van de Chiltoniidae. De wetenschappelijke naam van de soort is voor het eerst geldig gepubliceerd in 1964 door Bousfield.